# Kentuck Knob

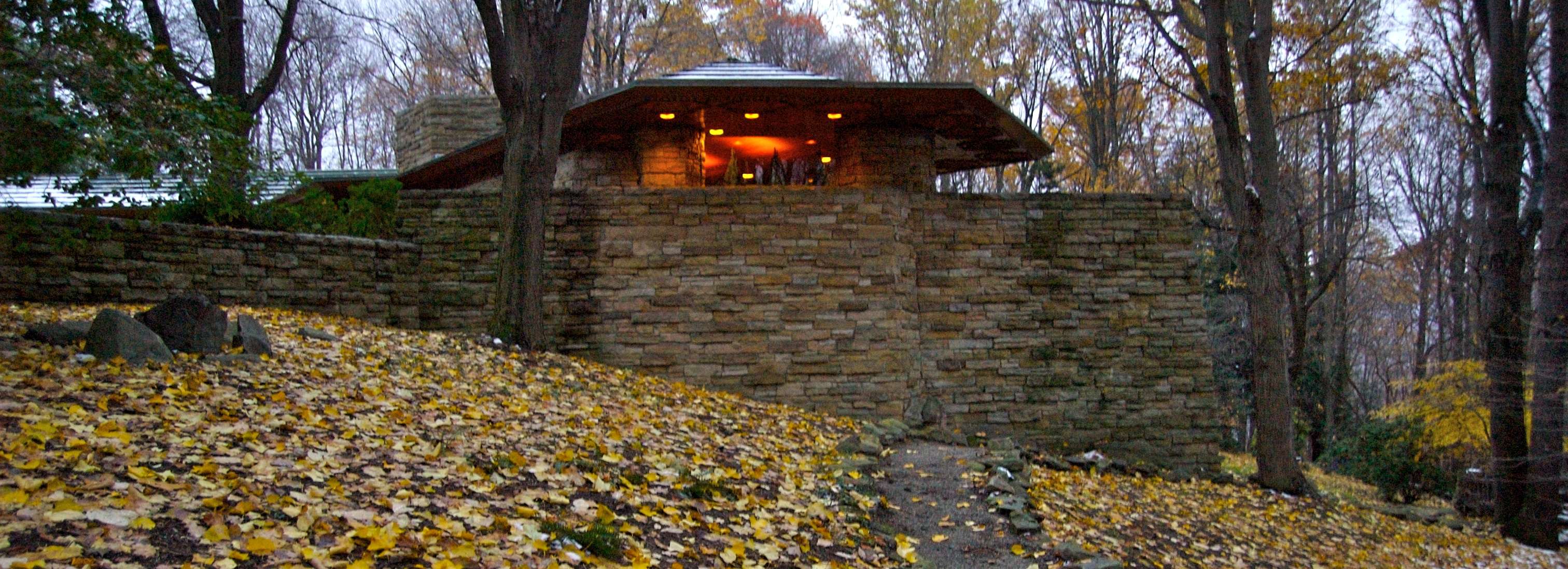
Kentuck Knob

Kentuck Knob, también conocida como Hagan House, es una residencia diseñada por el arquitecto estadounidense Frank Lloyd Wright en el municipio rural de Stewart, cerca de la aldea de Chalk Hill, condado de Fayette, Pensilvania, EE. UU., 45 millas (72,4 km) al sureste de Pittsburgh .  Fue designada Monumento Histórico Nacional en el año 2000 por su arquitectura. 

## Visión general
Kentuck Knob es una vivienda de una sola planta situada en Chestnut Ridge, la cordillera más occidental de las montañas de Allegheny en Pensilvania. La casa se encuentra al final de un camino al sur de la Ruta Estatal de Pensilvania 2010. La casa está empotrada en el lado sur del monte Kentuck Knob de 2050 pies (624,8 m) con un terreno montañoso de 79 acres (319 701,9 m²) rodeándola, que originalmente compuso una granja. Los Hagans, I.N. y Bernardine, plantaron gran parte de la propiedad de la colina con plantones de árboles para brindar privacidad y un descanso contra el viento. La cima de la montaña ofrece una vista panorámica de la garganta del río Youghiogheny, así como las colinas circundantes y las tierras de cultivo. La casa está a solo cuatro millas al sur de la casa más famosa de Wright, Fallingwater (1935), también en la región de Laurel Highlands en Pensilvania. 

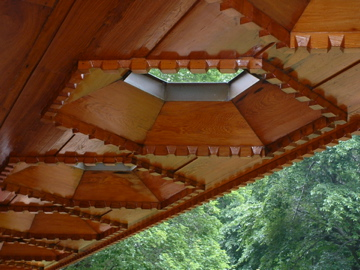
Tragaluces en el porche exterior de Kentuck Knob que muestra el uso de ciprés rojo de Wright

## Descripción
Wright empleó cipreses de veta roja, vidrio y arenisca nativa para construir la casa, y la cubrió con un techo de cobre con un costo de 96.000 $. 
A los 86 años, y trabajando duro en el Museo Guggenheim de Nueva York, la Sinagoga Beth Sholom en Elkins Park, Pensilvania, y cerca de 12 casas residenciales, Wright dijo que podía "sacudirse (Kentuck Knob) de la manga a voluntad", sin ni siquiera poner un pie en el sitio, a excepción de una breve visita durante la fase de construcción. Esta fue una de las últimas casas completadas por Wright.
La casa en forma de media luna se enrosca alrededor de un patio orientado al oeste, que se mezcla con los contornos de la tierra.  El ancla del diseño es un núcleo de piedra hexagonal que se eleva hacia el techo a cuatro aguas en la intersección de las alas de la sala y el dormitorio. Las paredes de la cochera y el estudio de techo plano se entierran en el núcleo y definen el lado este del patio.  Una base de piedra termina el bajo muro de contención en el lado oeste del patio, y cuenta con una lámpara de cobre acentuada con una pantalla de forma triangular. Hacia el sur, la casa se extiende más allá de la ladera en terraplenes de hormigón de 10 pulgadas de espesor con pavimento de piedra. Al igual que otras casas que Wright diseñó durante este período, el plano de Kentuck se basa en un sistema de módulos, en este caso un triángulo equilátero que mide 4 por 6 pulgadas de lado. 

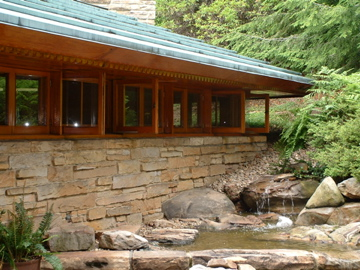
Kentuck Knob se mezcla con el entorno

Renunciando a la ubicación más alta del sitio y sus vistas dominantes, Wright eligió de manera característica un sitio desafiante y menos obvio inmediatamente al sur de la cima de la colina, anidando la casa en la ladera (permitiendo que el edificio crezca en lugar de dominar su entorno) y orientando la casa hacia el sur y el oeste para una óptima exposición solar. 

## Historia
La Casa Hagan comenzó en 1953 cuando los Hagan, dueños de una importante compañía de productos lácteos en el oeste de Pensilvania, compraron 80 acres (323 748,8 m²)  de tierra de montaña al este de su Uniontown natal, la sede del condado. Como amigos de los Kaufmanns, propietarios de Fallingwater en Bear Run, los Hagan pidieron a su arquitecto Frank Lloyd Wright, de 86 años de edad, que les diseñara una casa de lujo en estilo usoniano. La casa se terminó en 1956, y los Hagan vivieron en Kentuck Knob durante casi 30 años. 
En 1986, Lord Palumbo de Londres, Reino Unido, compró la propiedad por 600.000 $ como casa de vacaciones. Desde 1996, la familia Palumbo ha equilibrado su ocupación con un programa de recorridos públicos, un método de administración de propiedades históricas más común en su Gran Bretaña natal que en los Estados Unidos. 
Los Palumbo añadieron esculturas exteriores al sitio cerca de la base de la montaña, donde se exhiben 35 esculturas de artistas como Andy Goldsworthy , Harry Bertoia , Claes Oldenburg, Ray Smith, Michael Warren, Katherine Gilí y Sir Anthony Caro. Las piezas de arte encontrado incluyen un pissoir francés, cabinas de teléfono rojas británicas y una gran losa de hormigón vertical del muro de Berlín. Se llega al prado por un sendero a través de bosques, ya sea desde la casa o desde el centro de visitantes. 
El nombre de Kentuck Knob se acredita a finales del siglo XVIII, por el poblador David Askins, quien tenía la intención de mudarse de Pensilvania Occidental a Kentucky, pero luego lo reconsideró y permaneció en esta misma propiedad, nombrando su territorio Little Kentuck. Posteriormente se conoció como el distrito de Kentuck de Stewart Township, uno de los varios municipios rurales montañosos del condado.  Desde entonces, la cumbre de la propiedad se ha llamado Kentuck Knob.